# Maurici de Savoia
Maurici de Savoia   (Torí, 10 de gener de 1593 - Torí, 4 d'octubre de 1657) va ser un Príncep de Savoia i cardenal de l'Església Catòlica.

## Biografia
Nascut a Torí, era fill del duc de Savoia Carles Manuel I i de Caterina Micaela d'Espanya.
Destinat des de molt jove a la carrera eclesiàstica per motius purament polítics, fins al punt en què mai no prengué els vots. Va ser creat cardenal amb només 15 anys, sent nomenat bisbe de Vercelli. Va ser nomenat Protector de França davant la Santa Seu.
Participà en el conclave de 1623 que elegí el Papa Urbà VIII. El 4 de juny de 1624 esdevingué abat del monestir d'Abondance. Després del tractat de Rívoli de 1634 es posà del costat dels espanyols, assumint per a Espanya la mateixa posició que havia dut a terme per França.
A la mort del seu germà Víctor Amadeu, ja duc de Savoia, es posà de costat amb l'altre germà, Tomàs Francesc, Príncep de Carignano, en contra de la germana Maria Cristina de França, que va encapçalar el ducat com a regent, per primera vegada en nom del fill Francesc Jacint i, a continuació, a la mort d'aquest, en nom del nou aspirant al títol de duc de Savoia Carles Manuel.
La noblesa, el clergat i l'alta borgesia es dividiren en dues parts: els anomenats "principistes", pro-espanyols i partidaris de Tomàs, i els "madamistes", pro-francesos i els partidaris de la "madama reale" (com s'anomenava a Maria Cristina). L'agost de 1639 Maria Cristina es va veure obligada a fugir amb el seu fill Carles Manuel de Torí, ara en mans de les tropes principistes. No obstant això, ja al novembre, el regent i el petit futur duc van poder tornar a Torí, un cop les tropes franceses del marquès d'Harcourt l'havien alliberat de les tropes enemigues.
El 1642 va concloure un acord amb Maria Cristina, obtenint la lloctinença de Niça i la mà de la seva neboda tretze anys, Ludovica Cristina de Savoia, filla de la mateixa Maria Cristina (i la seva successora) i del germà del mort, Víctor Amadeu I, que es va casar en obtenir la dispensa papal necessària. Va ser príncep d'Oneglia (1642) i marquès de Berzezio.
Un cop abandonada la porpra cardenalícia, es dedicà a estudiar filosofia. Va morir a Villa della Regina sense deixar hereus.